# José Carlos do Palatinado-Sulzbach
José Carlos, Príncipe herdeiro de Sulzbach (em alemão:  Joseph Karl; Sulzbach, 2 de novembro de 1694 – Oggersheim, 18 de julho de 1729) foi uma nobre alemão, membro do ramo palatino da Casa de Wittelsbach, sendo o filho mais velho de Teodoro Eustáquio, Conde palatino e duque de Sulzbach.

## Biografia
A linhagem de Sulzbach era um ramo colateral da linha do Palatinado-Neuburgo, que eram também Príncipes Eleitores do Palatinado. Tal como os seus irmãos, o eleitor Carlos III Filipe não tivera descendência legítima, pelo que a linhagem de Sulzbach, na pessoa de José Carlos, filho mais velo do Duque do Palatinado-Sulzbach, seria o natural herdeiro aparente. 
A 2 de maio de 1717 José Carlos casou com Isabel Augusta Sofia de Neuburgo (1693–1728), filha de Carlos III Filipe, Eleitor Palatino e Duque do Palatinado-Neuburgo, casamento com o propósito de unir as duas linhagens (Neuburgo e Sulzbach) e de evitar outra guerra de sucessão.
Contudo, todos os filhos deste casal morreram na infância e apenas três filhas sobreviveram antingindo a idade adulta. Em 1728 Isabel Augusta morreu em trabalho de parto e José Carlos morreu no ano seguinte em Oggersheim. Assim, a herança do Palatinado-Sulzbach passou para o irmão mais novo de José Carlos, João Cristiano e sua descendência.
José Carlos foi sepultado na Igreja de São Miguel, em Munique.

## Casamento e descendência
1. Carlos Filipe Augusto (Karl Philipp August) (1718–1724);
2. Inocência Maria (Innocenza Maria) (1719–1719);
3. Isabel Augusta (Elizabeth Augusta) (1721–1794), casou com Carlos Teodoro da Baviera;
4. Maria Ana (Maria Anna) (1722–1790), casou com Clemente Francisco da Baviera;
5. Maria Francisca (Maria Franziska) (1724–1794), casou com Frederico Miguel, segundo filho de Cristiano III, do Palatinado-Zweibrücken;
6. Carlos Filipe Augusto (Karl Philipp August) (1725–1728);
7. Um menino (1728–1728).